# Hrabstwo Essex (Wirginia)

Piramida wieku hrabstwa

Hrabstwo Essex – hrabstwo w USA, w stanie Wirginia, według spisu z 2000 roku liczba ludności wynosiła 9989. Siedzibą hrabstwa jest Tappahannock.

## Geografia
Według spisu hrabstwo zajmuje powierzchnię 740 km², z czego 667 km² stanowią lądy, a 73 km² – wody.

### Miasta
- Tappahannock